# Saint-Projet (Lot)
Saint-Projet is een gemeente in het Franse departement Lot (regio Occitanie) en telt 354 inwoners (1999). De plaats maakt deel uit van het arrondissement Gourdon.

## Geografie
De oppervlakte van Saint-Projet bedraagt 15,8 km², de bevolkingsdichtheid is 22,4 inwoners per km².
De onderstaande kaart toont de ligging van Saint-Projet (Lot) met de belangrijkste infrastructuur en aangrenzende gemeenten.

## Demografie
Onderstaande figuur toont het verloop van het inwonertal (bron: INSEE-tellingen).

1. ↑  Populations de référence 2022.